# Ghiacciaio Skarskvertet
Il ghiacciaio Skarskvertet (in norvegese, letteralmente: "Sella roteata") è un ghiacciaio di circo situato sulla costa della Principessa Astrid, nella Terra della Regina Maud, in Antartide. Il ghiacciaio, il cui punto più alto si trova a oltre 2300 m s.l.m., si trova in particolare nel gruppo montuoso dei monti Humboldt, dove risiede sul versante orientale del monte Botnfjellet.

## Storia
Il ghiacciaio Skarskvertet fu scoperto e fotografato per la prima volta nel 1939 grazie a ricognizioni aeree svolte durante la spedizione tedesca Nuova Svevia, 1938-39, ed in seguito rimappato più dettagliatamente da cartografi norvegesi grazie a ricognizioni effettuate nel corso della sesta spedizione antartica norvegese, svoltasi nel 1956-60, che lo battezzarono con il suo attuale nome.